# مونبی
مونبی (به انگلیسی: Moonbi) یک شهرک در استرالیا است که در نیو ساوت ولز واقع شده‌است.